# Clarkston (Washington)
Clarkston é uma cidade localizada no estado norte-americano de Washington, no Condado de Asotin.

## Demografia
Segundo o censo norte-americano de 2000, a sua população era de 7337 habitantes.
Em 2006, foi estimada uma população de 7244, um decréscimo de 93 (-1.3%).

## Geografia
De acordo com o United States Census Bureau tem uma área de
5,3 km², dos quais 5,0 km² cobertos por terra e 0,3 km² cobertos por água. Clarkston localiza-se a aproximadamente 246 m acima do nível do mar.

## Localidades na vizinhança
O diagrama seguinte representa as localidades num raio de 16 km ao redor de Clarkston.